# Persicaria cliopolitana
Persicaria cliopolitana là một loài thực vật có hoa trong họ Rau răm. Loài này được (Hance) Yonekura & H. Ohashi mô tả khoa học đầu tiên năm 1997.